# Christian Drescher
Christian Drescher (ur. 19 stycznia 1958) – niemiecki kolarz torowy reprezentujący NRD, dwukrotny medalista mistrzostw świata.

## Kariera
Pierwszy sukces w karierze Christian Drescher osiągnął w 1978 roku, kiedy zdobył brązowy medal w sprincie indywidualnym amatorów podczas mistrzostw świata w Monachium. W zawodach tych wyprzedzili go jedynie Anton Tkáč z Czechosłowacji oraz kolejny reprezentant NRD Emanuel Raasch. Wynik ten Drescher na rozgrywanych w 1979 roku mistrzostwach w Amsterdamie, tym razem ulegając tylko dwóm swoim rodakom: Lutzowi Hesslichowi i Emanuelowi Raaschowi. W latach 1979 i 1983 zajmował trzecie miejsce w sprinterskich zawodach w Paryżu, a 1981 roku zdobył brązowy medal mistrzostw kraju w tej samej konkurencji. Nigdy nie startował na igrzyskach olimpijskich.